# Нектарий (Спиру)
Митрополи́т Некта́рий Спи́ру (греч. Μητροπολίτης Νεκτάριος Σπύρου; 15 января 1969, Ларнака) — епископ Кипрской православной церкви, митрополит Китийский.

## Биография
Окончил богословский факультет Университета Аристотеля в Салониках.
В 1996 году в Монастыре святого Георгия в Кондосе был рукоположен в сан диакона, а в 1998 году в Монастыре святого Георгия в Мавровуни в сан пресвитера митрополитом Китийским Хризостомом (Махериотисом).
В 2005 году был отправлен в Лондон в аспирантуру в колледже SOAS Лондонского университета. Одновременно зачислен в клир Фиатирской и Великобританской архиепископии и был назначен помощником настоятеля в Свято-Крестовский собор
Вскоре был возведён в достоинство архимандрита архиепископом Фиатирским и Великобританским Григорием (Феохарусом) и определён на служение в Михаило-Архангельский храм Лондона, где пребывал до конца 2007 года.
Затем он возвратился на Кипр и с 1 января 2008 года служил протосингелом Китийской митрополии.
11 сентября 2008 года, по рекомендации митрополита Пафского Георгия (Папахризостому), единогласно был избран на заседании Священного Синода Кипрской Православной Церкви хорепископом Арсинойским.
14 сентября того же года в Благовещенской церкви в Паллоуриотиссе архиепископ Новой Юстинианы и всего Кипра Хризостом II возглавил его епископскую хиротонию.
26 июля 2015 года участвовал в IV Межрегиональном фестивале славянского искусства «Русское поле» на территории дворцово-паркового ансамбля «Царицыно» в Москве.
28 июля 2019 года на выборах митрополита Китийского получил 70.24% голосов.